# Ліберо Маркіні
Ліберо Маркіні (італ. Libero Marchini, нар. 31 жовтня 1914, Кастельнуово-Магра — пом. 1 листопада 2003, Трієст) — італійський футболіст, півзахисник, ліберо.
Насамперед відомий виступами за клуб «Луккезе-Лібертас», а також національну збірну Італії.
У складі збірної — олімпійський чемпіон.

## Клубна кар'єра
У дорослому футболі дебютував 1931 року виступами за команду клубу «Каррарезе», в якій провів два сезони, взявши участь у 50 матчах чемпіонату.
Згодом з 1933 по 1937 рік грав у складі команд клубів «Фіорентина», «Дженова 1893» та «Луккезе-Лібертас».
Своєю грою за останню команду привернув увагу представників тренерського штабу клубу «Лаціо», до складу якого приєднався 1937 року. Відіграв за «біло-блакитних» наступні два сезони своєї ігрової кар'єри, хоча до складу команди потрапляв нерегулярно.
Протягом 1939—1941 років захищав кольори клубів «Торіно» та, знову, «Луккезе-Лібертас».
Завершив професійну ігрову кар'єру у нижчоліговому клубі «Каррарезе», у складі якого свого часу розпочинав виступи на футбольному полі. Прийшов до команди 1941 року, захищав її кольори до припинення виступів на професійному рівні у 1943.
Помер 1 листопада 2003 року на 90-му році життя у місті Трієсті.

## Виступи за збірну
1936 року дебютував в офіційних матчах у складі національної збірної Італії. Протягом кар'єри у національній команді, яка тривала усього один рік, провів у формі головної команди країни 5 матчів.
У складі збірної був учасником футбольного турніру на Олімпійських іграх 1936 року у Берліні, здобувши того року титул олімпійського чемпіона.
| Дата       | Місто  | Господарі | Результат  | Гості          | Турнір           | Голи | Примітки             |
| ---------- | ------ | --------- | ---------- | -------------- | ---------------- | ---- | -------------------- |
| 03/08/1936 | Берлін | США       | 0 – 1      | Італія         | ОІ 1936          | -    |                      |
| 07/08/1936 | Берлін | Японія    | 0 – 8      | Італія         | ОІ 1936          | -    |                      |
| 10/08/1936 | Берлін | Норвегія  | 1 – 2 д.ч. | Італія         | ОІ 1936          | -    |                      |
| 15/08/1936 | Берлін | Австрія   | 1 – 2 д.ч. | Італія         | ОІ 1936 - Фінал  | -    | Олімпійські чемпіони |
| 13/12/1936 | Генуя  | Італія    | 2 – 0      | Чехословаччина | товариський матч | -    |                      |
| Усього     |        | Матчів    | 5          |                | Голів            | 0    |                      |

## Титули і досягнення
- Олімпійський чемпіон: 1936